# Fnac
Fnac (do francês Fédération nationale d’achats des cadres; estilizada como fnac) é uma cadeia de lojas que vende produtos culturais e eletrônicos. Fundada por André Essel e Max Théret em 1954, é a maior empresa varejista de sua categoria na França e uma das maiores cadeias do gênero no mundo, com mais de 15 milhões de clientes e uma renda de 3 bilhões de euros no ano de 2002. Sua sede localiza-se na cidade de Clichy, em Hauts-de-Seine. A Fnac abriu no Brasil no ano 2000, mas encerrou a última loja física restante no país em 2018.

## História
A Fnac (originalmente Fédération nationale d’achats pour cadres, "Federação nacional de compras para gestores") foi fundada originalmente como um clube de associados que podiam comprar determinados produtos com descontos, ano de 1954, pelos empresários franceses André Essel e Max Théret. O objetivo da empresa era servir tanto as indústrias comerciais como de consumo, oferecendo equipamento a preços mais baixos por uma revista, chamada Contact, e cortando assim o preço no varejo de seus produtos em até 15% – o que tornou muitos produtos mais acessíveis e ajudou a aumentar o poder aquisitivo do trabalhador francês da época. A primeira loja foi aberta num apartamento de segundo andar, na rue de Sebastopol, em Paris, no dia 31 de julho de 1954. A empresa alegava ser diferente da concorrência por seu "posicionamento exclusivo de marcas, baseado na exaltação do prazer da descoberta de culturas e tecnologias".
Este processo continuou, com o treinamento de todos os vendedores em suas respectivas categorias de produtos, e a implementação de garantias de um ano às compras. Todos os produtos passaram a ser testados no próprio centro de testes da empresa, antes de serem vendidos; neste centro de testes também se realizavam checagens de qualidade técnica, facilidade de uso, preço e do coeficiente preço/qualidade, e todos os resultados eram publicados na revista Contact, disponível para os associados. Além disto, as equipes de vendedores eram instruídas a fazer mais do que apenas vender os produtos; deveriam oferecer também conselhos aos seus clientes, e, a partir de 1957, colocar numa lista negra produtos que não fossem satisfatórios por algum motivo, como aqueles que costumavam apresentar problemas técnicos. No final do primeiro ano de operação a empresa teve um lucro de 50 milhões de francos antigos. No mesmo ano, seus principais produtos eram televisores, aparelhos de som Hi-Fi, equipamentos de gravação, rádios e discos.

### Décadas de 1960 e 1970
Foi aberta ao público, começando a se expandir; abriu sua segunda loja, também em Paris, na avenue de Wagram, perto do Arco do Triunfo, em 1969. A empresa contava, então, com 580 empregados.
A década de 1970 viu expansões ainda maiores para a Fnac, à medida que a empresa começou a abrir lojas em províncias francesas fora de Paris e na própria cidade; as lojas passaram também a vender livros. Os fundadores da empresa venderam 40% da empresa para a companhia de seguros Union des Assurances, como forma de levantar fundos para financiar esta expansão. Já a companhia de seguros, por sua vez, vendeu 16% de suas ações para o banco de investimentos Banque de Paris et des Pays Bas (posteriormente conhecido como Banque Paribas), em 1972; durante este período, as vendas da companhia passaram a valer cerca de 70 milhões de francos, gerando lucros líquidos de 2,2 milhões – o que equivalia a 4% das vendas de discos, 8% das vendas de equipamentos de som e 10% das vendas de equipamentos fotográficos no mercado francês.[carece de fontes?]
Em 1974 a empresa começou a vender livros a 80% do preço sugerido ao varejo, o que desencadeou protestos das editoras, escritores e de livreiros independentes, que se sentiram prejudicados; o governo interferiu em 1982 com a chamada lei 'anti-Fnac', que limitou os descontos em livros a um máximo de 5%. Em 1975 videocassetes foram adicionados à linha de produtos.
No fim da década a Fnac tinha 12 lojas em Paris e em outras cidades pela França. Em 1977 as últimas ações dos fundadores da empresa foram vendidas para a Société Génerale des Cooperatives de Consommation (SGCC, o braço financeiro do grupo varejista Coop).

## Fnac no Brasil

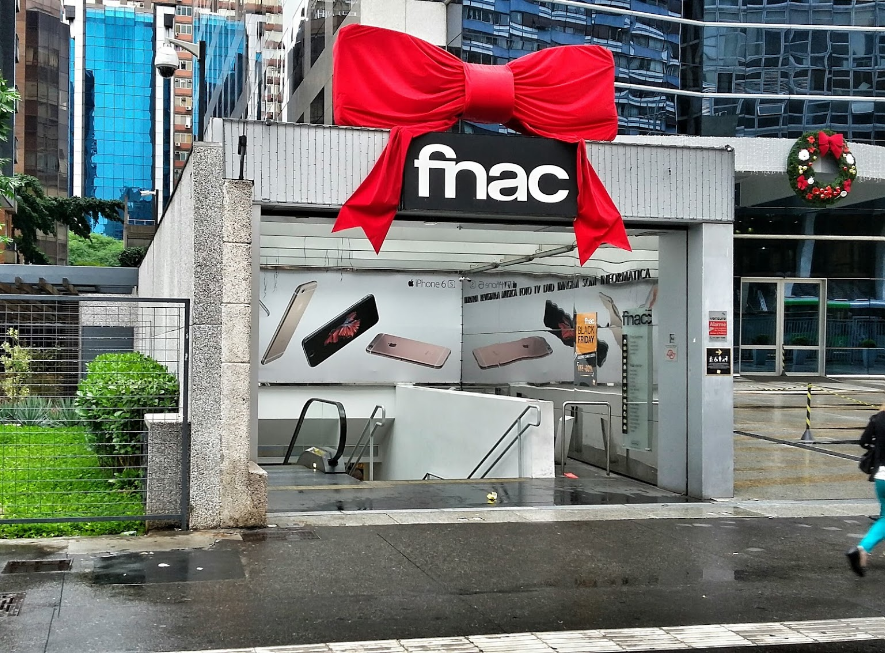
Entrada para a loja subterrânea da Fnac na Avenida Paulista, em São Paulo.

No ano de 2000 a Fnac compra o Atica Shopping Cultural e abre simultaneamente no Brasil as duas primeiras lojas do continente americano. São elas a do Shopping Metrô Tatuapé, e outra em Pinheiros, São Paulo. Em 2005 a Fnac lançou o site Fnac.com.br. E em 2014 alcançou 2,2 milhões de clientes no Brasil, dos quais cerca de 236 mil eram membros ativos. Logo que a Fnac chegou ao Brasil, tornou-se a maior revendedora Apple da América Latina.
Em 2017, após diversos rumores sobre a saída da Fnac do Brasil, a empresa informou que manteria a operação no Brasil com ou sem investidores. Em 19 de julho de 2017, foi anunciada a compra pela Livraria Cultura sem revelar os valores.
Em 15 de outubro de 2018, a Fnac fechou a última loja física restante no país, localizada no Shopping Flamboyant, em Goiânia. No final da mesma semana, o site também foi encerrado.

## Fnac em Portugal
A primeira loja abriu em 28 de fevereiro de 1998, no Centro Colombo, em Lisboa.
Em 2016, a Fnac foi comprada pelo grupo Darty. Em 2021, a FNAC Darty abre sua primeira loja Nature & Découvertes no Amoreiras Shopping Center, em Lisboa. Em 2023, a Fnac Portugal comprou ainda as lojas da rede alemã MediaMarkt no país.